# Henry Silva
Pour les articles homonymes, voir Silva.
Henry Silva, né le 23 septembre 1926 à Brooklyn (New York) et mort le 14 septembre 2022 à Woodland Hills (Los Angeles), est un acteur américain.

## Biographie
Henry Silva naît à Brooklyn en 1926 de parents siciliens et espagnols. Il est élevé dans le quartier d'East Harlem par sa mère, Angelina Martinez, après que son père, Jesus Silva a quitté le foyer familial. À l'âge de 13 ans, alors qu'il est encore à l'école publique, il choisit d'abandonner les cours pour se consacrer au théâtre en prenant des cours d'art dramatique tout en faisant la plonge dans un hôtel de New York. En 1952, il fait sa première apparition non créditée dans le film Viva Zapata ! d'Elia Kazan aux côtés de Marlon Brando.
En 1955, devenu serveur, Henry Silva se décide à auditionner pour rejoindre l'Actors Studio. Il réussit le concours avec quatre autres prétendants sélectionnés parmi 2 500 candidats. Sa carrière débute à Broadway lorsque le Studio lui propose de jouer sur scène la pièce Une poignée de neige de Michael V. Gazzo en compagnie de ses collègues Ben Gazzara, Shelley Winters, Harry Guardino et Anthony Franciosa.
Repéré par Hollywood, il commence rapidement sa carrière cinématographique en apparaissant dans divers films tels que Bravados de Henry King ou Vertes Demeures de Mel Ferrer. C'est surtout en 1963 avec La Revanche du Sicilien qu'il s'impose sur les écrans et peaufinera son personnage de tueur froid et cruel.
Il est alors souvent cantonné à des rôles de bandits et de méchants. Mais lorsqu'un producteur italien lui propose d'interpréter un héros dans le western spaghetti, Du sang dans la montagne en 1966, il accepte sans hésiter. Le destin lui donne raison puisque le film est un succès aux box-office espagnol, italien, allemand et français. Pour lui commence alors une importante carrière européenne où il s'exile en Italie pour enchaîner les films commerciaux. C'est à cette période qu'il fait la rencontre de Fernando Di Leo qui l'emploie essentiellement dans plusieurs rôles de mafieux.
Il fait par la suite son retour aux États-Unis dans les années 1980 pour enchaîner les films de genres et série B tout en continuant de jouer dans des productions internationales. Dans la décennie suivante, afin de lui rendre hommage, de nouveaux auteurs lui proposent des rôles de truands dans des films comme Dick Tracy de Warren Beatty, The End of Violence de Wim Wenders et Ghost Dog : La Voie du samouraï de Jim Jarmusch. En parallèle, il tient entre 1994 et 1998 le rôle du méchant de DC Comics Bane dans les œuvres du DC Animated Universe, à savoir les séries d'animation Batman: The Animated Series, The New Batman Adventures et Superman: The Animated Series.
Henry Silva est apparu dans plus de 130 rôles au cinéma et à la télévision,. Sa dernière apparition est dans le film Ocean's Eleven, où il interprète son propre rôle, 41 ans après avoir joué dans L'Inconnu de Las Vegas, dont le film de Steven Soderbergh est un remake.
Il meurt le 14 septembre 2022 à Woodland Hills (Los Angeles) à l'âge de 95 ans,.

### Vie privée
Henry Silva s'est marié et a divorcé à trois reprises, une première fois avec Mary Ramus, puis avec l'actrice Cindy Conroy, qui a été Miss Canada, et enfin avec l'actrice Ruth Earl avec qui il a eu deux fils, Michael Silva et Scott Silva.

## Filmographie

### Cinéma

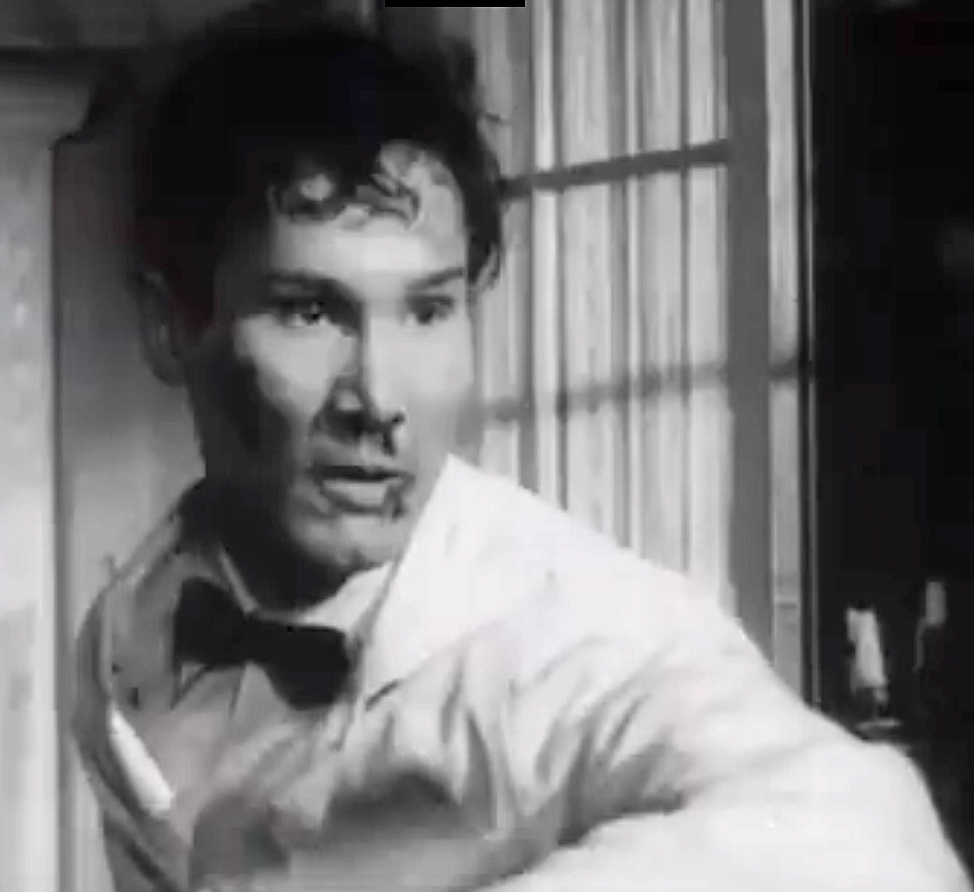
Henry Silva dans Un crime dans la tête (1962).

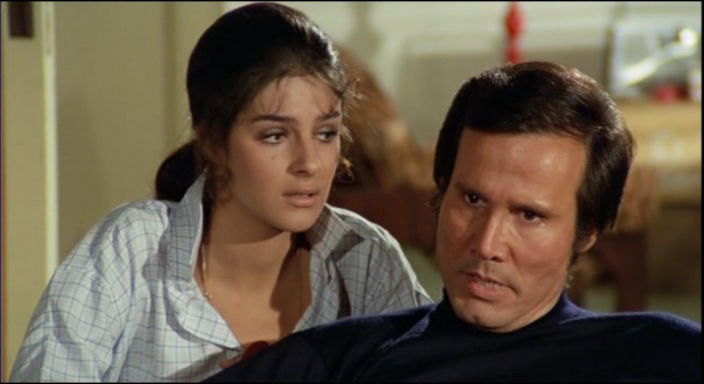
Henry Silva et Antonia Santilli dans Le Boss en 1973.

- 1952 : Viva Zapata ! d'Elia Kazan : le paysan Hernandez (non-crédité au générique)
- 1956 : Crowded Paradise (en) de Fred Pressburger (de)
- 1957 : L'Homme de l'Arizona (The Tall T) de Budd Boetticher : Chink
- 1957 : Une poignée de neige (A Hatful of Rain) de Fred Zinnemann : « Mother » le dealer
- 1958 : L'Étoile brisée (Ride a Crooked Trail) de Jesse Hibbs : Sam Teeler
- 1958 : Bravados (The Bravados) d'Henry King : Leandro Lujan
- 1959 : Le Trésor du pendu (The Law and Jack Wade) de John Sturges : Rennie
- 1959 : Vertes Demeures (Green Mansions) de Mel Ferrer : Kua-ko
- 1959 : Violence au Kansas (The Jayhawkers !) de Melvin Frank : Lordan
- 1960 : Cendrillon aux grands pieds (Cinderfella) de Frank Tashlin : Maximilian
- 1960 : L'Inconnu de Las Vegas (Ocean's Eleven) de Lewis Milestone : Roger Corneal
- 1961 : Les Trois Sergents (Sergeants 3) de John Sturges : Mountain Hawk
- 1962 : Un crime dans la tête (The Manchurian Candidate) de John Frankenheimer : Chunjin
- 1963 : La Revanche du Sicilien (Johnny Cool) de William Asher : Johnny Cool/Salvatore Giordano
- 1963 : Le Téléphone rouge (A Gathering of Eagles) de Delbert Mann : le colonel Joseph "Smokin' Joe" Garcia
- 1964 : L'Invasion secrète (The Secret Invasion) de Roger Corman : John Durrell, l'Assassin
- 1965 : Je vous salue mafia de Raoul Lévy : Schaft
- 1965 : La Récompense (The Reward) de Serge Bourguignon : Joaquin
- 1965 : The Return of Mr. Moto (en) d'Ernest Morris (en) : Monsieur Moto
- 1966 : Les Fusils du Far West (The Plainsman) de David Lowell Rich : Crazy Knife
- 1966 : Du sang dans la montagne (Un fiume di dollari) de Carlo Lizzani : Garcia Mendez
- 1967 : Mission T.S. (Matchless) de Alberto Lattuada : Hank Norris
- 1967 : La Peur aux tripes (Sólo se muere una vez) d'Emilio Miraglia : John Chandler / Philip Chandler
- 1968 : Ce salaud d'inspecteur Sturlingh (Quella carogna dell'ispettore Sterling) d'Emilio Miraglia : l'inspecteur Sterling
- 1969 : Frissons garantis (Never a Dull Moment) de Jerry Paris : Frank Boley
- 1969 : Les héros ne meurent jamais (Probabilità zero) de Maurizio Lucidi : le major Duke
- 1970 : Jusqu'au bout de la vengeance (The Animals) de Ron Joy : Chato
- 1971 : Man and Boy de E. W. Swackhamer : Caine
- 1972 : L'Empire du crime (La mala ordina) de Fernando Di Leo : David Catania
- 1973 : Les Hommes de Daniel Vigne : Everett
- 1973 : L'Insolent de Jean-Claude Roy : Emmanuel Ristack, dit l'Insolent
- 1973 : Le Boss (Il boss) de Fernando Di Leo : Nick Lanzetta
- 1973 : Salopards en enfer (de) (Zinksärge für die Goldjungen) de Jürgen Roland : Luca Messina
- 1974 : Quelli che contano d'Andrea Bianchi : Antonio "Tony" Aniante
- 1974 : La Rançon de la peur (Milano odia: la polizia non può sparare) d'Umberto Lenzi : le commissaire Walter Grandi
- 1974 : Fatevi vivi, la polizia non interverrà de Giovanni Fago : le commissaire Caprile
- 1975 : Buck le Loup (Zanna Bianca alla riscossa) de Tonino Ricci : monsieur Nelson
- 1975 : Un flic hors-la-loi (L'Uomo della strada fa giustizia) d'Umberto Lenzi : Davide Vannucchi
- 1976 : Tir à vue (en) (Shoot) de Harvey Hart : Zeke
- 1976 : MKS... 118 (Poliziotti violenti) de Michele Massimo Tarantini : le major Paolo Altieri
- 1976 : La Mort en sursis (Il trucido e lo sbirro) d'Umberto Lenzi : Brescianelli
- 1976 : Opération Foxbat (Woo fook) de Po-Chih Leong et Terence Young : Michael Saxon
- 1977 : Assaut sur la ville (Napoli spara!) de Mario Caiano : Santoro
- 1978 : Avec les compliments de Charlie (Love and Bullets) de Stuart Rosenberg : Vittorio Farroni
- 1979 : Buck Rogers au XXVe siècle (en) (Buck Rogers in the 25th Century) de Daniel Haller : Kane
- 1979 : Soif de sang (Thirst) de Rod Hardy : le docteur Gauss
- 1979 : Le Jour des assassins (Day of the Assassin) de Brian Trenchard-Smith : le chef de la police Jorge Gomez
- 1980 : Virus (Fukkatsu no hi) de Kinji Fukasaku : le général Garland
- 1980 : L'Incroyable Alligator (Alligator) de Lewis Teague : le colonel Brock
- 1981 : L'Anti-gang (Sharky's Machine) de Burt Reynolds : William « Billy Score » Scorelli
- 1982 : Trapped : Le Village de la mort (Trapped) de William Fruet : Henry Chatwill
- 1982 : Megaforce (Megaforce) de Hal Needham : Duke Guerera
- 1983 : Cannonball 2 (Cannonball Run II) de Hal Needham : Slim
- 1983 : Meurtres en direct (Wrong is Right) de Richard Brooks : Rafeeq
- 1983 : Les Anges du mal (Chained Heat) de Paul Nicholas : Lester
- 1983 : Le Marginal de Jacques Deray : Sauveur Mecacci
- 1984 : Les Guerriers du Bronx 2 (Escape from the Bronx) d'Enzo G. Castellari : Floyd Wangler
- 1984 : La Race des violents (Razza violenta) de Fernando Di Leo : Kirk Cooper
- 1984 : Uppercut Man (Cana arrabiato) de Fabrizio De Angelis : le directeur de la prison
- 1985 : Killer contro killers (Death commando) de Fernando Di Leo
- 1985 : Sale temps pour un flic (Code of Silence) d'Andrew Davis : Luis Comacho
- 1985 : Lust in the Dust de Paul Bartel : Bernardo
- 1986 : Allan Quatermain et la Cité de l'or perdu (Allan Quatermain and the Lost City of Gold) de Gary Nelson : le grand-prêtre Agon
- 1986 : Colombian connection (La via dura) de Michele Massimo Tarantini
- 1987 : Cheeseburger film sandwich (Amazon Women on the Moon) de Joe Dante, Carl Gottlieb et John Landis : le présentateur (sketch Bullshit or Not?)
- 1988 : Nico (Above the Law) d'Andrew Davis : Kurt Zagon
- 1988 : À l'épreuve des balles (Bulletproof) de Steve Carver : le colonel Kartiff
- 1989 : Tuer pour vivre (Trained to Kill) de H. Kaye Dyal : Ace Duran
- 1989 : The Hard Way (La via della droga) de Michele Massimo Tarantini : le capitaine Wesson
- 1989 : Cyborg, il guerriero d’acciaio (it) de Giannetto De Rosi (it) : Hammer
- 1990 : Dick Tracy de Warren Beatty : Influence
- 1990 : Le Dernier match (L'Ultima partita) de Fabrizio De Angelis : le directeur Yashin
- 1991 : Fists of Steel de Jerry Schaefer : Shogi
- 1993 : The Harvest de David Marconi : l'inspecteur Topo
- 1993 : South Beach de Fred Williamson et Alain Zaloum : Santiago
- 1994 : Le Silence des jambons (Il silenzio dei prosciutti) d'Ezio Greggio : le chef de la police
- 1995 : Fatal choice de Jenö Hodi : Gene Serino
- 1995 : Drifting school de Junichi Mimura : le général Stearne
- 1996 : The Prince de Pinchas Perry : le marshall Stern
- 1996 : Mad Dogs (Mad dog time) de Larry Bishop : « Sleepy » Joe Carlisle
- 1997 : The End of Violence de Wim Wenders : Juan Emilio
- 1999 : Ghost Dog : La Voie du samouraï (Ghost Dog) de Jim Jarmusch : Ray Vargo
- 1999 : Unconditional Love de Steven Rush : Ted Markham
- 2001 : Ocean's Eleven (Ocean's Eleven) de Steven Soderbergh : un spectateur au match de boxe

### Télévision
- 1950 : Armstrong Circle Theatre (anthologie), saison 1, épisode 20 : It's Only a Game
- 1950 : Lights Out (anthologie), saison 3, épisode 14 : The Mule Man
- 1954 : Goodyear Television Playhouse (en) (anthologie), saison 4, épisode 1 : Guilty Is the Stranger : le sergent
- 1955 : Producers' Showcase (anthologie), saison 1, épisode 9 : Darkness at Noon : le gardien de prison
- 1956 : Alfred Hitchcock présente (Alfred Hitchcock Presents) (anthologie), saison 2, épisode 11 : The Better Bargain : Harry Silver
- 1956 : West Point (série télévisée), saison 1, épisode 11 : Heat of Anger : le cadet Joe Simpson
- 1957 : Climax! (anthologie), saison 3, épisode 23 : Don't Touch Me : Marc
- 1957 : Suspicion d'Alfred Hitchcock (anthologie), saison 1, épisode 5 : L'Histoire de Marjorie Reardon (The Story of Marjorie Reardon) : Dick
- 1958 : Climax! (anthologie), saison 4, épisode 26 : The Deadly Tattoo : le tueur
- 1959 : Alcoa Theatre (anthologie), saison 3, épisode 6 : The Long House on Avenue A : Tom Longman
- 1960 : Les Incorruptibles (The Untouchables) (série télévisée), saison 1, épisode 15 : La loi de la mafia (The Noise of Death) : Little Charlie Sebastino
- 1960 : Aventures dans les îles (Adventures in Paradise) (série télévisée) de James Michener, saison 1, épisode 25 : Mer interdite (The Forbidden Sea) : Raoul Marquette
- 1960 : Hotel de Paree (série télévisée), saison unique, épisode 32 : Sundance and the Delayed Gun : Start Thorne
- 1960 : Les Incorruptibles (The Untouchables) (série télévisée), saison 2, épisode 5 : Le signe de Caïn (The Mark of Cain) : Little Charlie Sebastino
- 1961 : The Islanders de Richard L. Bare (série télévisée), saison unique, épisode 14 : The Twenty-Six Paper : Helmuth Mansing
- 1961 : Stagecoach West (série télévisée), saison unique, épisode 31 : The Raider : Mel Harney
- 1961 : Thriller de Hubbel Robinson (anthologie), saison 1, épisode 35 : Sombre héritage (Dark Legacy) : Toby Wolfe
- 1961 : The Joey Bishop Show de Danny Thomas (sitcom), saison 1, épisode 11 : Ring-A-Ding-Ding : Ricky Hamilton
- 1961 : Cain's Hundred de Paul Monash (série télévisée), saison unique, épisode 12 : The Fixer : Ray Riley
- 1962 : Les Incorruptibles (The Untouchables) (série télévisée), saison 3, épisode 15 : L'histoire de Whitey Steele (The Whitey Steele Story) : Joker
- 1962 : La Grande Caravane (Wagon Train) (série télévisée), saison 5, épisode 35 : The John Turnbull Story : John Turnbull
- 1963 : Le Jeune Docteur Kildare (Dr Kildare) de James Komack (série télévisée), saison 2, épisode 19 : Jail Ward : Ed Carson
- 1963 : Suspicion (The Alfred Hitchcock Hour) d'Alfred Hitchcock (anthologie), saison 1, épisode 26 : An Out for Oscar : Bill Grant
- 1963 : Stoney Burke (série télévisée), saison unique, épisode 26 : The Weapons Man : Matt Elder
- 1963-64 : Au-delà du réel - 2 épisodes
- 1965 : Daniel Boone (série) -Saison 2, épisode 3 - La Vallée des aztèques (The mound builders) : Zapotec
- 1969 : Mission Impossible  - Saison 3, épisode 25-  L'interrogatoire : Norman Kruger
- 1970 : Drive Hard, Drive Fast (téléfilm) de Douglas Heyes : Deek La Costa
- 1971 : Black Noon (téléfilm) de Bernard L. Kowalski : Moon
- 1973 : Les Rues de San Francisco (série) - Saison 2, épisode 11 (The Victims) : Lee Wilson
- 1977 : Contract on Cherry Street (téléfilm) de William A. Graham : Roberto Obregon
- 1979 : Buck Rogers : Kane - 1 épisode
- 1992 : Three Days to a Kill (téléfilm) de Fred Williamson : Perez
- 1994 : Batman (Batman: The Animated Series) : Bane (animation, 1 épisode)
- 1998 : Batman, les nouvelles aventures (The New Batman Adventures) : Bane (animation, 1 épisode)
- 1998 : Superman, l'Ange de Metropolis (Superman: The Animated Series) : Bane (animation, 1 épisode)
- 1999 : Justice (Backlash) (téléfilm) de Jack Ersgard : Sal the Joker